# Rauhe Horst – Schäferwiesen

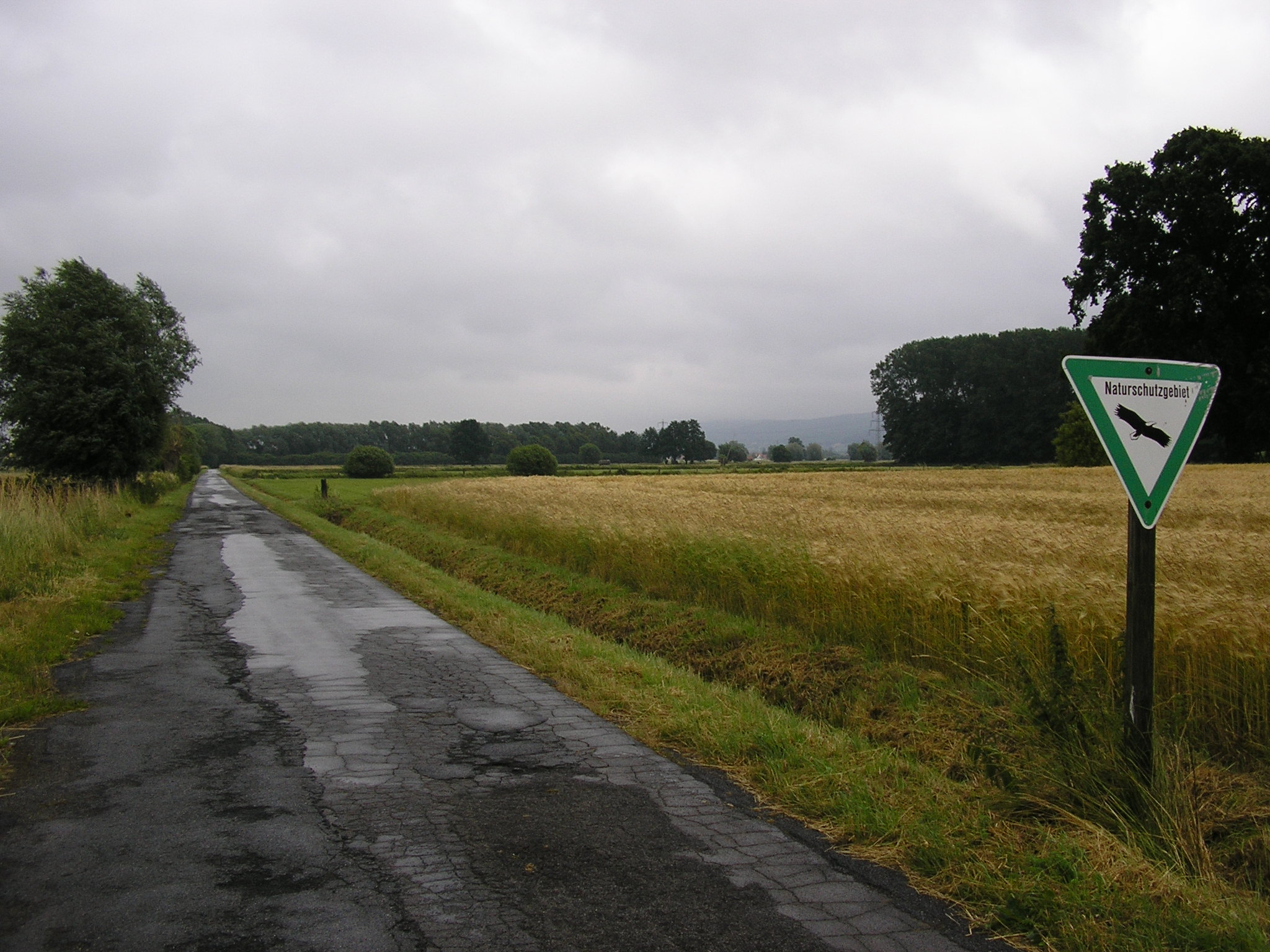
Landwirtschaftliche Nutzflächen im Süden des Naturschutzgebietes

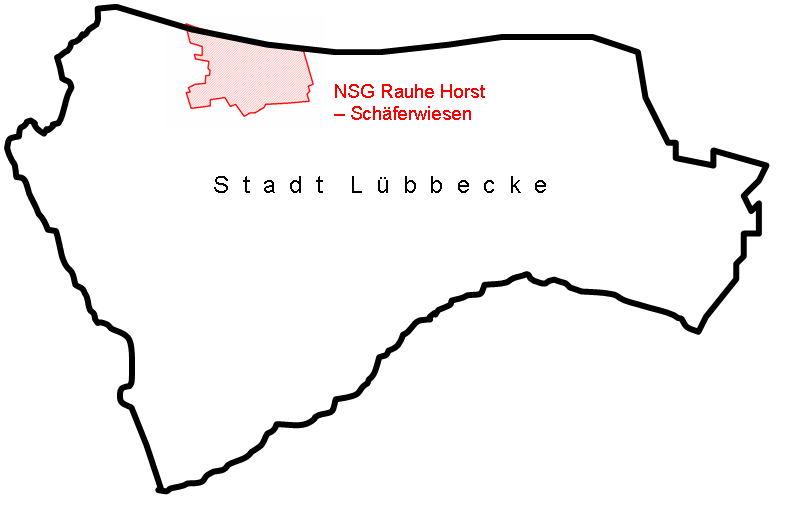
Lage des Naturschutzgebietes innerhalb der Stadt Lübbecke

Das Naturschutzgebiet Rauhe Horst – Schäferwiesen liegt in der Stadt Lübbecke im Kreis Minden-Lübbecke. Es ist rund 196,2 ha groß und wird unter der Bezeichnung MI-011 geführt.
Es liegt nördlich des Ortsteiles Stockhausen der Stadt Lübbecke zwischen der Bundesstraße 65 und dem Mittellandkanal. 

## Bedeutung
Die Unterschutzstellung erfolgt wegen der Seltenheit und der besonderen Eigenart der Fläche und zur Erhaltung und Wiederherstellung von Lebensgemeinschaften als Refugium für bedrohte und gefährdete wildlebende Tier- und Pflanzenarten. Insbesondere ist der große, zusammenhängende Grünlandbereich zu schützen, da er eine besondere Bedeutung als Brut-, Nahrungs-, Rast- und Überwinterungsraum für gefährdete Vogelarten wie Wat- und Wiesenvögel hat.
Das Naturschutzgebiet stellt ein Trittsteinbiotop im Zusammenhang mit anderen Feuchtwiesenschutzgebieten dar. Besonders die Röhrichte, die Obstwiesen, die Hochstaudenfluren und die Kopfweiden sind zu erhalten.